# بيثان ديفيز
بيثان ديفيز (بالإنجليزية: Bethan Davies) هي عدائة مشي بريطانية، ولدت في 7 نوفمبر 1990 في كارديف في المملكة المتحدة.

## وصلات خارجية
- بيثان ديفيز على موقع الاتحاد الدولي لألعاب القوى (الإنجليزية)
- بيثان ديفيز على موقع الاتحاد الأوروبي لألعاب القوى (الإنجليزية)
- بيثان ديفيز على موقع ThePowerOf10.info (الإنجليزية)